# Jesu tårars kyrka
Jesu tårars kyrka, av latin Dominus flevit ”Herren grät”, är en kyrka belägen på Oljeberget i Jerusalem. Kyrkan uppfördes åren 1953–1955 efter ritningar av arkitekt Antonio Barluzzi. När kyrkan byggdes upptäckte man en judisk grav från 100-talet f.Kr. Nuvarande kyrka vilar på grunden där en tidigare kyrka från 600-talet var byggd.
Enligt legenden var det här Jesus grät över Jerusalem när han såg hur folket bråkade, enligt Lukasevangeliet 19:41–44. Ett vackert fönster finns i kyrkan.